# Anetia jaegeri
Anetia jaegeri is een vlinder uit de familie Nymphalidae, onderfamilie Danainae.
De wetenschappelijke naam van de soort is voor het eerst geldig gepubliceerd in 1832 door Édouard Ménétries.
De soort komt voor op Hispaniola en Jamaica.